# Stoky

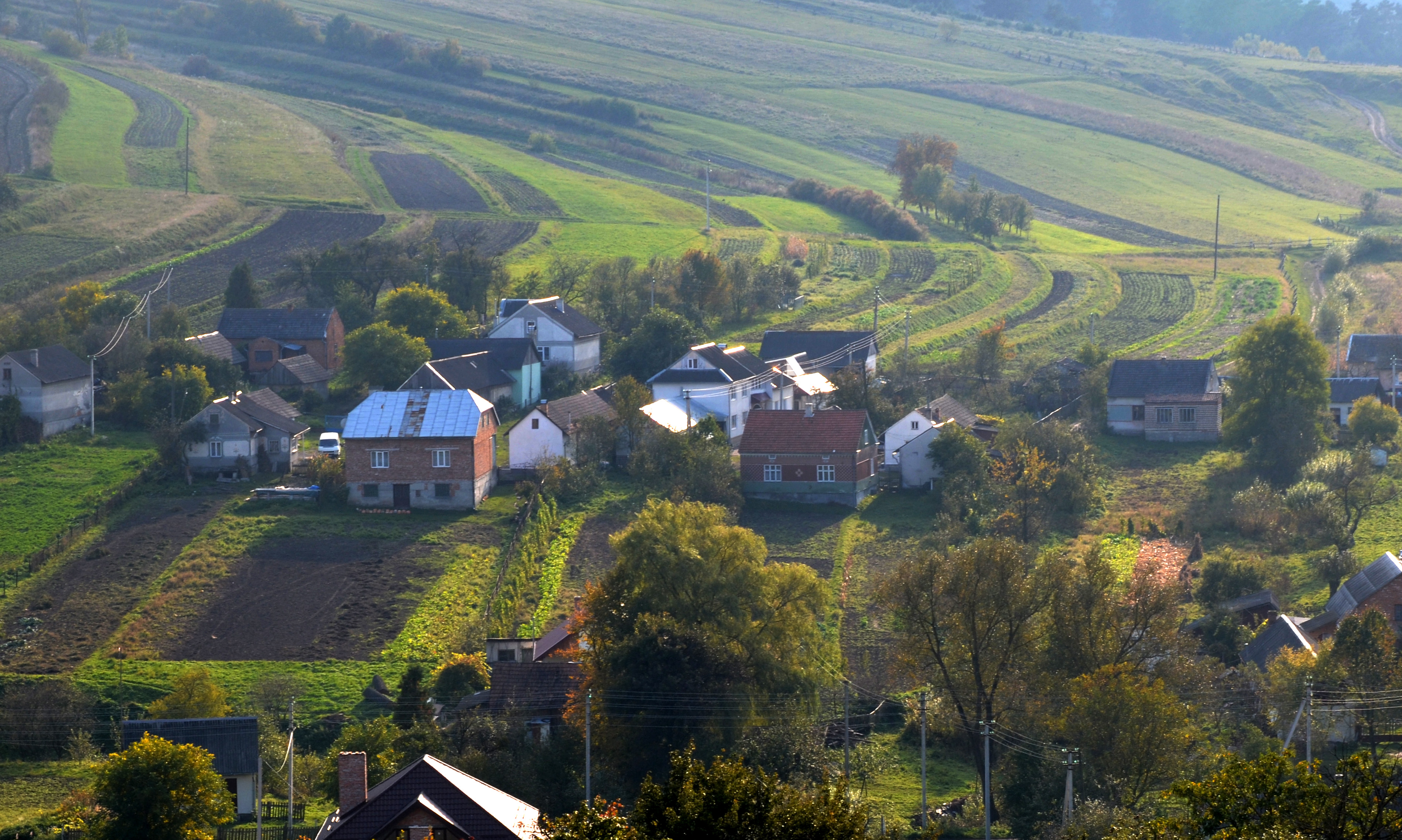
Stoky

Stoky (ukrainisch Стоки; russisch Стоки Stoki, polnisch Stoki) ist ein Dorf in der Westukraine im Rajon Peremyschljany, Oblast Lwiw mit etwa 400 Einwohnern (2022). Das Dorf liegt am Bach Bilyj Potik, 15 Kilometer westlich der ehemaligen Rajonshauptstadt Peremyschljany und 34 Kilometer südöstlich der Oblasthauptstadt Lwiw.
Am 12. Juni 2020 wurde das Dorf ein Teil der neu gegründeten Stadtgemeinde Bibrka im Rajon Lwiw, bis dahin gehörte es zur Landratsgemeinde Strilky im Rajon Peremyschljany zu der neben dem Hauptort Strilky (Стрілки) auch die Dörfer Wiljawtsche (Вілявче), Wolowe (Волове), Mali Lanky (Малі Ланки) und Mostyschtsche (Мостище) gehörten.

## Geschichte
Der Ort wurde 1421 zum ersten Mal schriftlich erwähnt und lag bis 1772 in der Adelsrepublik Polen-Litauen (Woiwodschaft Ruthenien), kam dann ins österreichische Kronland Galizien und wurde 1921 ein Teil der Zweiten Polnischen Republik (in der Woiwodschaft Tarnopol, Powiat Bóbrka, Gmina Bóbrka).
Im September 1939 kam der Ort im Zuge der Sowjetischen Besetzung Ostpolens zur Sowjetunion, wurde im Sommer 1941 nach dem Beginn des Deutsch-Sowjetischen Krieges ein Teil des Distrikt Galiziens.
Nach der Rückeroberung durch die Rote Armee 1944 kam der Ort wieder zur Sowjetunion und wurde ein Teil der Ukrainischen SSR, seit 1991 ist Stoky ein Teil der heutigen Ukraine.